# Quercus coscojosuberiformis
Quercus coscojosuberiformis är en bokväxtart som beskrevs av Baonza. Quercus coscojosuberiformis ingår i släktet ekar, och familjen bokväxter.
Artens utbredningsområde är Spanien. Inga underarter finns listade.